# Fragaria gracilis
Fragaria gracilis är en rosväxtart som beskrevs av A.S.Losina- Losinskaja. Fragaria gracilis ingår i släktet smultronsläktet, och familjen rosväxter. Inga underarter finns listade i Catalogue of Life.